# Valencia Open 500 2012 - Qualificazioni singolare
Le qualificazioni del singolare  del Valencia Open 500 2012 sono state un torneo di tennis preliminare per accedere alla fase finale della manifestazione. I vincitori dell'ultimo turno sono entrati di diritto nel tabellone principale. In caso di ritiro di uno o più giocatori aventi diritto a questi sono subentrati i lucky loser, ossia i giocatori che hanno perso nell'ultimo turno ma che avevano una classifica più alta rispetto agli altri partecipanti che avevano comunque perso nel turno finale.

## Teste di serie
1. Daniel Gimeno Traver (ultimo turno)
2. Roberto Bautista Agut (ultimo turno)
3. Flavio Cipolla (primo turno)
4. Philipp Petzschner (ultimo turno)

1. Rajeev Ram (qualificato)
2. Ričardas Berankis (primo turno)
3. Olivier Rochus (qualificato)
4. Ivan Dodig (qualificato)

## Qualificati
1. Jan Hájek
2. Olivier Rochus

1. Ivan Dodig
2. Rajeev Ram

## Tabellone

### Legenda
| - Q = Qualificato - WC = Wild card - LL = Lucky loser | - ALT = Alternate - SE = Special Exempt - PR = Protected Ranking | - w/o = Walkover - r = Ritirato - d = Squalificato |

### Sezione 1
|  | Primo turno | Primo turno          | Primo turno       | Primo turno | Primo turno |  |  | Ultimo turno | Ultimo turno         | Ultimo turno         | Ultimo turno | Ultimo turno |  |
|  |             |                      |                   |             |             |  |  |              |                      |                      |              |              |  |
|  | 1           | Daniel Gimeno Traver | 7                 | 4           | 7           |  |  |              |                      |                      |              |              |  |
|  |             | Vasek Pospisil       | 64                | 6           | 62          |  |  | 1            | Daniel Gimeno Traver | Daniel Gimeno Traver | 4            | 64           |  |
|  |             | Jan Hájek            | Jan Hájek         | 7           | 6           |  |  |              | Jan Hájek            | Jan Hájek            | 6            | 7            |  |
|  | 6           | Ričardas Berankis    | Ričardas Berankis | 65          | 2           |  |  |              |                      |                      |              |              |  |

### Sezione 2
|  | Primo turno | Primo turno           | Primo turno           | Primo turno | Primo turno |  |  | Ultimo turno | Ultimo turno          | Ultimo turno          | Ultimo turno | Ultimo turno |  |
|  |             |                       |                       |             |             |  |  |              |                       |                       |              |              |  |
|  | 2           | Roberto Bautista Agut | Roberto Bautista Agut | 6           | 6           |  |  |              |                       |                       |              |              |  |
|  |             | Albert Montañés       | Albert Montañés       | 2           | 2           |  |  | 2            | Roberto Bautista Agut | Roberto Bautista Agut | 2            | 5            |  |
|  |             | Ruben Bemelmans       | Ruben Bemelmans       | 4           | 2           |  |  | 7            | Olivier Rochus        | Olivier Rochus        | 6            | 7            |  |
|  | 7           | Olivier Rochus        | Olivier Rochus        | 6           | 6           |  |  |              |                       |                       |              |              |  |

### Sezione 3
|  | Primo turno | Primo turno    | Primo turno    | Primo turno | Primo turno |  |  | Ultimo turno | Ultimo turno  | Ultimo turno  | Ultimo turno | Ultimo turno |  |
|  |             |                |                |             |             |  |  |              |               |               |              |              |  |
|  | 3           | Flavio Cipolla | Flavio Cipolla | 65          | 4           |  |  |              |               |               |              |              |  |
|  |             | Daniel Brands  | Daniel Brands  | 7           | 6           |  |  |              | Daniel Brands | Daniel Brands | 1            | 4            |  |
|  | WC          | Dominic Thiem  | Dominic Thiem  | 2           | 0           |  |  | 8            | Ivan Dodig    | Ivan Dodig    | 6            | 6            |  |
|  | 8           | Ivan Dodig     | Ivan Dodig     | 6           | 6           |  |  |              |               |               |              |              |  |

### Sezione 4
|  | Primo turno | Primo turno             | Primo turno             | Primo turno | Primo turno |  |  | Ultimo turno | Ultimo turno       | Ultimo turno | Ultimo turno | Ultimo turno |  |
|  |             |                         |                         |             |             |  |  |              |                    |              |              |              |  |
|  | 4           | Philipp Petzschner      | Philipp Petzschner      | 6           | 6           |  |  |              |                    |              |              |              |  |
|  | WC          | Mario Vilella Martínez  | Mario Vilella Martínez  | 2           | 2           |  |  | 4            | Philipp Petzschner | 6            | 4            | 4            |  |
|  | WC          | Sergio Gutierrez-Ferrol | Sergio Gutierrez-Ferrol | 3           | 3           |  |  | 5            | Rajeev Ram         | 3            | 6            | 6            |  |
|  | 5           | Rajeev Ram              | Rajeev Ram              | 6           | 6           |  |  |              |                    |              |              |              |  |